# Герольсбах
Герольсбах (нім. Gerolsbach) — громада в Німеччині, розташована в землі Баварія. Підпорядковується адміністративному округу Верхня Баварія. Входить до складу району Пфаффенгофен.
Площа — 58,94 км2. Населення становить 3685 ос. (станом на 31 грудня 2020).